# Zelotes longipes
Zelotes longipes este o specie de păianjeni din genul Zelotes, familia Gnaphosidae. A fost descrisă pentru prima dată de L. Koch, 1866. Conform Catalogue of Life specia Zelotes longipes nu are subspecii cunoscute.